# Endasys daschi
Endasys daschi är en stekelart som beskrevs av Luhman 1990. Endasys daschi ingår i släktet Endasys och familjen brokparasitsteklar. Inga underarter finns listade i Catalogue of Life.